# Xalabólino
Xalabólino (en rus: Шалоболино) és un poble del krai de Krasnoiarsk, a Rússia, que en el cens del 2010 tenia 768 habitants. Pertany al districte de Kuràguino.